# 西海岸旅館公司訴帕里什案
西海岸旅館公司訴帕里什案（West Coast Hotel Co. v. Parrish，300 U.S. 379 (1937)）是美國最高法院1937年裁定州立法規定最低工資不違憲的判決。此判決推翻了1923年在阿德金斯訴兒童醫院一案中的判決，結束了洛克納時代。洛克納時代是指在美國法律史上，最高法院傾向於判決管理商業的法律違憲的時代。
此案源於西海岸旅館女傭埃莉斯·帕里什（Elise Parrish）要求旅館賠償她的工資與華盛頓州規定的最低工資之間的差額。首席大法官查尔斯·埃文斯·休斯在他的多數意見中裁定，憲法允許州法限制合同自由，假如這種限制保護了社區，健康和安全或弱勢群體。本案發生在1937年司法程序改革法案辯論期間，大法官歐文·羅伯茨（Owen J. Roberts）在另一案中贊成廢除州最低工資法，但在本案投下關鍵一票支持州最低工資法，因此有時被稱為「挽救了9人的及時轉變」。